# Helmut Stallaerts
Helmut Stallaerts (Anderlecht, 1982) is een Belgische kunstschilder die ook installaties, foto's en films maakt.

## Leven
Helmut Stallaerts werd geboren in een familie van fotografen die zijn werk al vroeg aanmoedigden. In 1997 stelde de familie Stallaerts in staat om aan het Imelda Instituut te studeren. In 2000 zet hij zijn studies schilderkunst voort aan het Sint-Lukas Brussel. In 2004 ging hij een jaar studeren aan de Kunstacademie Düsseldorf bij de Zwitser Helmut Federle. In 2004 verbond hij zich met galerij One Twenty (Gent), in 2006 met Johnen (Berlijn) en sinds 2009 met Baronian (Brussel). Sinds 2011 is hij als docent schilderkunst werkzaam bij LUCA, campus Sint-Lukas Brussel. In 2013 won hij de publieksprijs van de toenmalige Young Belgian Art Prize. In 2015 liet hij zijn werk resoneren met de ING collectie.

## Artistiek werk
Stallaerts' kunst combineert persoonlijke herinneringen en een nachtmerrieachtige perceptie van de wereld. Familie-ervaringen dienen vaak als direct model voor de schilderijen en foto's. Zijn werk wordt omschreven als boeiend, geheimzinnig, intrigerend, toegankelijk en gelaagd. Stallaerts familie is vaak direct betrokken bij de creatieprocessen, bijvoorbeeld zijn moeder, fotografe Anni Albrecht, bij de creatie van de fotoserie "Es spuckt" (Het spuugt), die gaat over oude rituelen in Albrechts Beierse geboortedorp.
- Gemeinsame Normdatei: 1117731014
- RKD-Nederlands Instituut voor Kunstgeschiedenis: 366455
- Système universitaire de documentation: 250701944
- Virtual International Authority File: 7739147872020075170003
- WorldCat: E39PBJm4PB8JMHYBVwQypxrjG3